# Szent Lea
Szent Lea, vagy másképpen Római Lea (Róma, IV. század – Róma, 384. március 22.) a Biblia-fordító Szent Jeromos pénzügyi támogatója, az özvegyek védőszentje, kolostoralapító.  
Lea, igen gazdag férje korai halála után elzárkózott a korabeli kicsapongó római nagyvilági társasági élettől, s barátnéivel (Marcellával, Fabiolával, Paulával és Julia-Eustochiával) Jeromos (Hieronymus) követőjévé, tanítványává vált. Gondoskodott az ismeretségi körében az özvegyekről, s valamiféle korai keresztény női kolostort alakított ki gazdag s előkelő házában. Ennek köszönheti a Rómában a mai napig fennmaradt kitüntető címet: „mater virginum” (szüzek védőanyja). Halála után Jeromos írt hozzá nekrológot, amelyet másolatban a Vatikáni Apostoli Könyvtár egyik kódexe őrzött meg.
Nevének latin jelentése: nőstényoroszlán. Kedvelt ábrázolása: özvegyi ruhában, kereszt előtt imádkozva. Virága a liliom.

## Külső hivatkozások
- Fekete Antal: Keresztneveink, védőszentjeink. Budapest, 1992.
- B. Virághalmy Lea: Szent Lea élete és halála a Vatikáni kódexekben. Róma, 1997.
- Parroquia "Sagrada Familia" (Diócesis Tui – Vigo – España)